# Arturo Biagi
Arturo Biagi (Viareggio, 5 giugno 1921 – ...) è stato un calciatore e allenatore di calcio italiano, di ruolo centrocampista.

## Carriera
In gioventù ha militato nel Trento. Conta una presenza in Serie A con il Venezia, con cui ha anche vinto una Coppa Italia. In Serie B ha disputato 115 partite segnando 13 gol con Fiumana, Casale e Reggiana.

## Palmarès

### Giocatore

#### Competizioni nazionali
- Coppa Italia: 1

Venezia: 1940-1941
- Serie C: 1

Casale: 1947-1948